# Tlamamala
Tlamamala es una localidad de México perteneciente al municipio de Huazalingo en el estado de Hidalgo.

## Toponimia
Tlamama-la, colectivo del náhuatl tlamamalli, fardo, carga que se lleva sobre las espaldas; lugar de carga.

## Geografía
Se encuentra en la región Huasteca; a la localidad le corresponden las coordenadas geográficas 20° 58’ 10.54” de latitud norte y 98° 32’ 29.087” de longitud oeste, con una altitud de 990 m s. n. m. Se encuentra a una distancia aproximada de 3.72 kilómetros al oeste-suroeste de la cabecera municipal, Huazalingo.
En cuanto a fisiografía se encuentra dentro de las provincia de la Sierra Madre Oriental, dentro de la subprovincia del Carso Huasteco; su terreno es de sierra. En lo que respecta a la hidrografía se encuentra posicionado en la región del río Panuco, dentro de la cuenca del río Moctezuma, en la frontera de las subcuencas del río Los Hules. Cuenta con un clima semicálido húmedo con lluvias todo el año.

## Demografía
En 2020 registró una población de 722 personas, lo que corresponde al 5.66 % de la población municipal. De los cuales 367 son hombres y 355 son mujeres. Tiene 158 viviendas particulares habitadas.
| Gráfica de evolución demográfica de Tlamamala entre 1900 y 2020                              |
|                                                                                              |
| Población de los censos y conteos del Instituto Nacional de Estadística y Geografía (INEGI). |

## Economía
La localidad tiene un grado de marginación alto y un grado de rezago social medio.